# Fort Kalinjar
Fort Kalinjar (en hindi : कालिंजर) est une ville forteresse de la région Bundelkund du centre de l'Inde. La forteresse est située sur une colline rocheuse isolée à l'extrémité la chaîne Vindhya, à une altitude de 367 mètres et surplombe les plaines de Bundelkund.
Elle a servi plusieurs des dynasties régnantes de Bundelkund, y compris la dynastie Chandela des Rajputs au Xe siècle, et les Solankî de Rewa. La forteresse contient plusieurs temples datant de la dynastie Gupta des IIIe au Ve siècles. En 1812, elle est prise par les Britanniques.

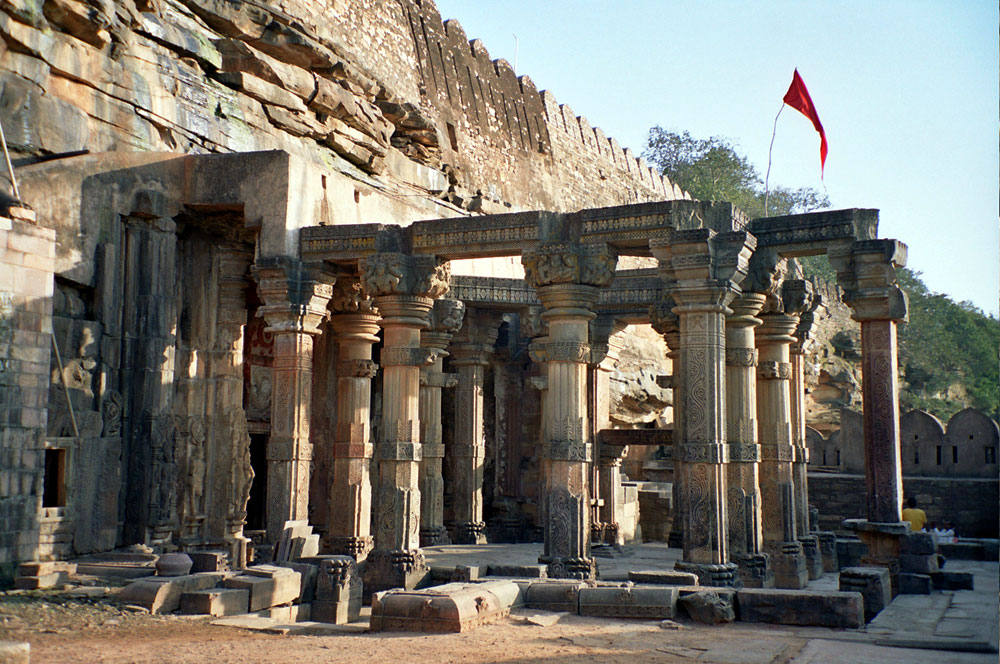
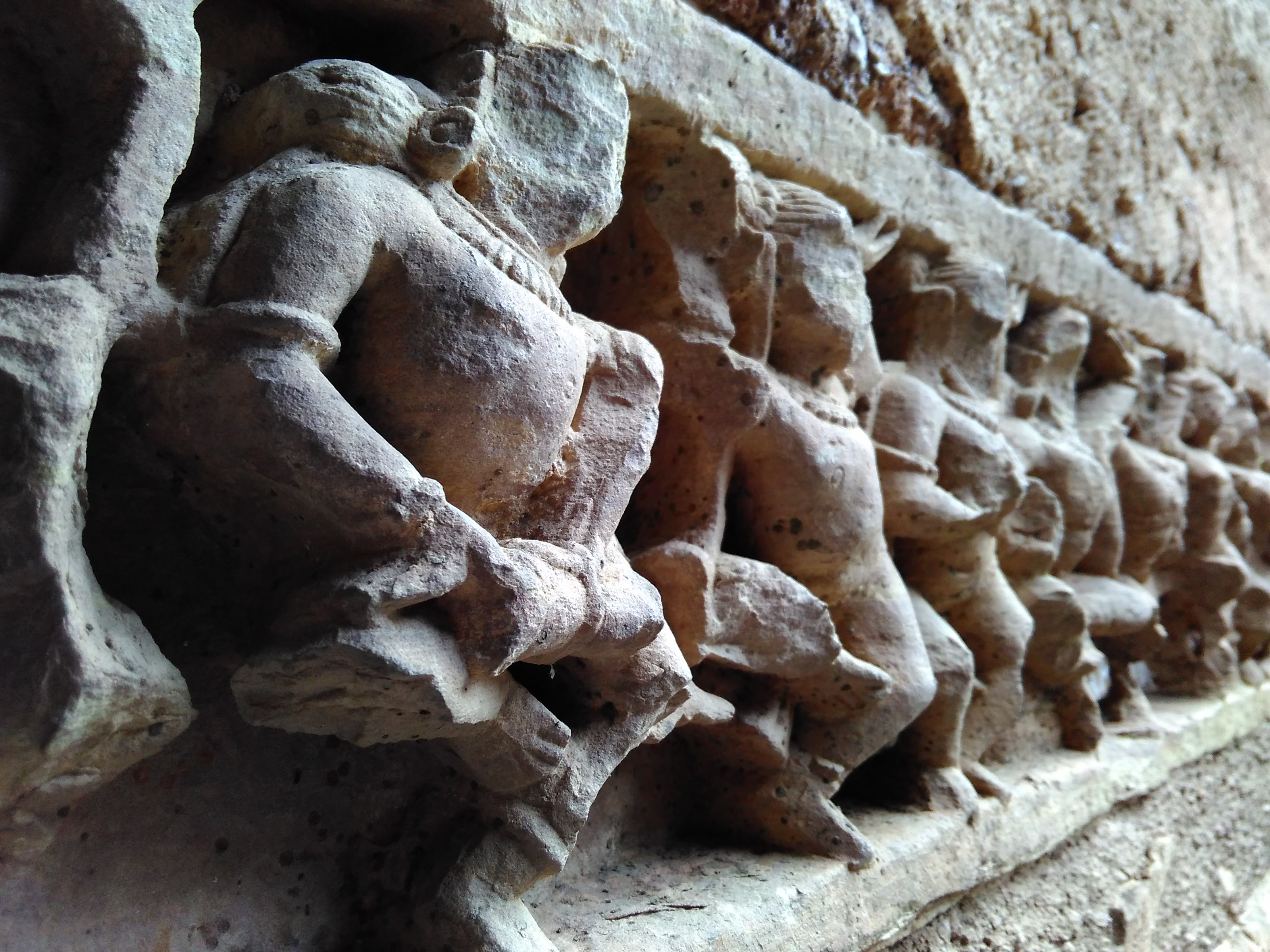
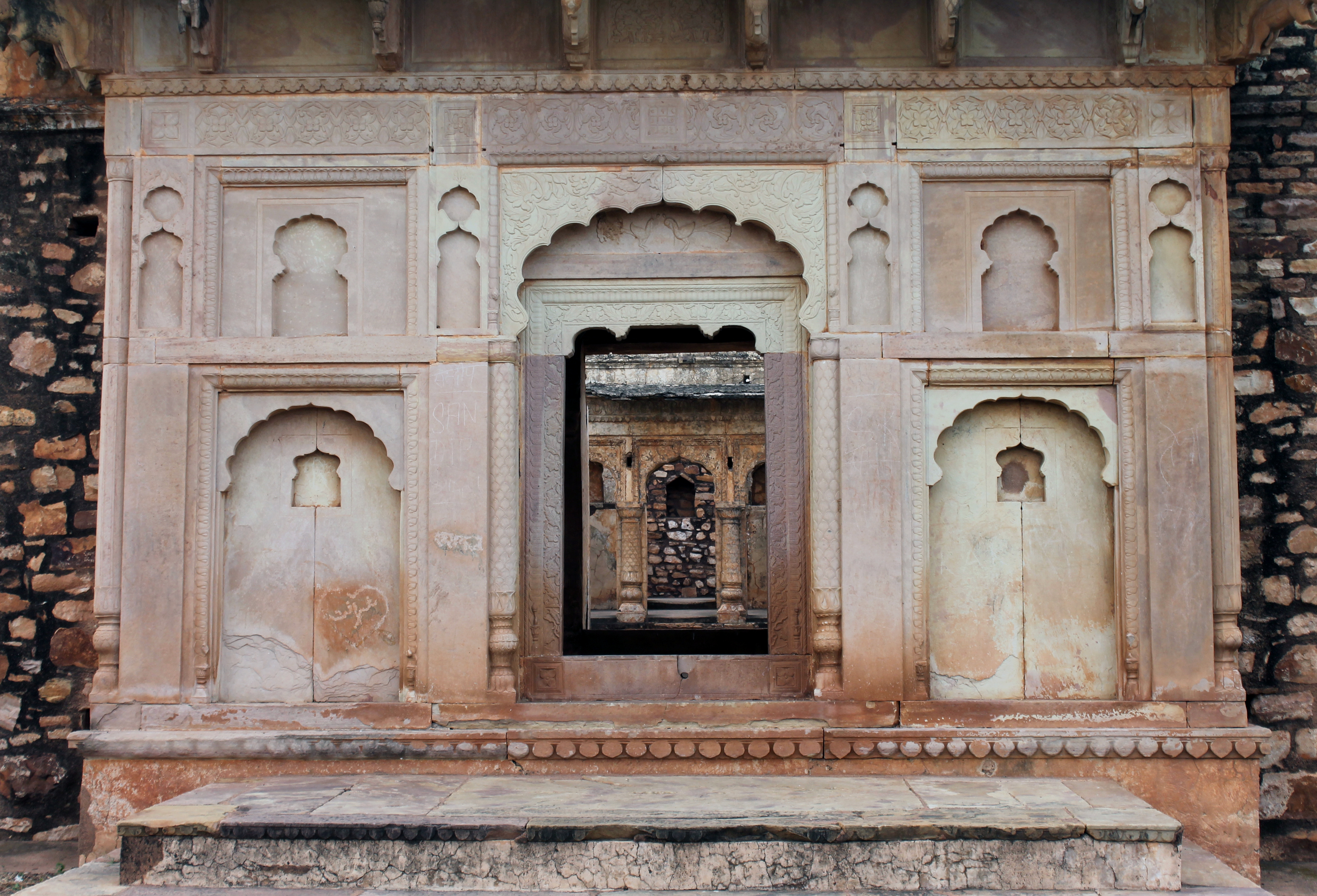